# Takeshi Kawaharazuka
Takeshi Kawaharazuka (født 1. februar 1975) er en tidligere japansk fodboldspiller.
Han har spillet for flere forskellige klubber i sin karriere, herunder Albirex Niigata.